# Јевсевије Никомидијски
Јевсевије Никомидијски (грч. Ευσεβιος ο Νικομηδειας) је био Цариградски патријарх у периоду (339.-341.), ученик Лукијана Антиохијског, припадник Антиохијске теолошке школе коју је Лукијан основао.

## Биографија
Био је епископ Бејрута, а захваљујући Констанцији, супрузи цара Лицинија и сестри цара Константина Великог, именован је за епископа Никомедије, резиденције цара Лицинија.
На Првом васељенском сабору у Никеји 325. године, он је био заговорник Арија, са којим је био пријатељ у младости, а касније са епископом Јевсевијем Кесаријским био је на челу групе за помирење, чији су чланови били по њему названи јевсевијани. По завршетку сабоа Јевсевије је одбио да се одрекне аријанизма и цар га је заједно са његовим саучесницима послао у изгнанство у Галију.
Године 328. Јевсевије, Арије и остали Аријанци су враћени из егзила од стране Константина, који је испунио молбу за смрт његове сестре Констанције.
Године 335. активно је учествовао у раду Тирског сабора, где је предводио фракцију јевсевија - присталица помирења са Аријем и противника Александријског архиепископа Атанасија Великог.
Заједно са другим епископима учествовао је у крштењу цара Константина Великог, који је умро 337. године на периферији Никомидије.
Године 340., он је председавао Гангрским сабором, који је против јереси Јавстатија, епископа Севастијског и његових следбеника.
По наређењу цара Константина II, он је предводио Антиохијски сабор 341. године, током којег је умерени аријанизам био признат као званично учење у Источном римском царству.
Умро је 341. године.